# Ардаули
Ардаули (итал. Ardauli) је насеље у Италији у округу Ористано, региону Сардинија.
Према процени из 2011. у насељу је живело 946 становника. Насеље се налази на надморској висини од 427 м.

## Становништво
Према резултатима пописа становништва 2011. у општини је живело 946 становника.
| 1931. | 1936. | 1951. | 1961. | 1971. | 1981. | 1991. | 2001. | 2011. |
| ----- | ----- | ----- | ----- | ----- | ----- | ----- | ----- | ----- |
| 1.700 | 1.725 | 1.954 | 2.008 | 1.754 | 1.470 | 1.352 | 1.158 | 946   |